# Тетрагидридоборат лития
Тетрагидридоборат лития — неорганическое соединение, комплексный смешанный гидрид лития и бора с формулой Li[BH4], белые кристаллы.

## Получение
- Взаимодействие диборана с гидридом лития в эфире:

{\displaystyle {\mathsf {B_{2}H_{6}+2LiH\ {\xrightarrow {\ }}\ 2Li[BH_{4}]}}}

## Физические свойства
Тетрагидридоборат лития образует бесцветные кристаллы, бурно реагирует с водой, растворим в жидком аммиаке, тетрагидрофуране.
Из растворов может выделяться в виде сольватов, например Li[BH4]•O(C2H5)2.

## Химические свойства
- Термически неустойчив:

{\displaystyle {\mathsf {2Li[BH_{4}]\ {\xrightarrow {>278^{o}C}}\ 2LiH+2B+3H_{2}\uparrow }}}
- Гидролизуется водой:

{\displaystyle {\mathsf {Li[BH_{4}]+4H_{2}O\ {\xrightarrow {\ }}\ LiOH+B(OH)_{3}+4H_{2}\uparrow }}}
- Реагирует с разбавленными кислотами на холоде:

{\displaystyle {\mathsf {Li[BH_{4}]+HCl+3H_{2}O\ {\xrightarrow {\ }}\ LiCl+B(OH)_{3}+4H_{2}\uparrow }}}
- С газообразным хлористым водородом реакция идёт иначе:

{\displaystyle {\mathsf {2Li[BH_{4}]+2HCl\ {\xrightarrow {75^{o}C}}\ 2LiCl+B_{2}H_{6}+H_{2}}}}
- Окисляется кислородом:

{\displaystyle {\mathsf {Li[BH_{4}]+2O_{2}\ {\xrightarrow {250^{o}C}}\ LiBO_{2}+2H_{2}O}}}
- Проявляет свойства восстановителя:

{\displaystyle {\mathsf {3Li[BH_{4}]+8I_{2}\ {\xrightarrow {60^{o}C}}\ 3LiI+3BI_{3}+4H_{2}+4HI}}}
{\displaystyle {\mathsf {3Li[BH_{4}]+BCl_{3}\ {\xrightarrow {75^{o}C}}\ 3LiCl+2B_{2}H_{6}}}}
- При нагревании с хлористым аммонием образует боразол:

{\displaystyle {\mathsf {3Li[BH_{4}]+3NH_{4}Cl\ {\xrightarrow {220^{o}C}}\ B_{3}N_{3}H_{6}+3LiCl+9H_{2}}}}

## Применение
- В органическом синтезе.
- В производстве мелкодисперсных катализаторов.
- Для синтеза боросодержащих органических соединений, боразола, диборана.